# Vinasat-2
Vinasat-2はベトナムの人工衛星。ベトナムの2台目の人工衛星で、2012年5月16日の5時13分（ベトナム時間）に日本の放送衛星JCSAT-13と共にギアナのクールー宇宙センターからアリアン5で打ち上げられ、同5時48分に衛星を分離して軌道に投入された。VINASATはベトナムの衛星計画で、ベトナム国内の通信インフラストラクチャーを整備し、衛星通信分野での独立や国家安全保障を強化することに加えて、新しい経済契機の拡大などを目指している。国家の重点投資分野としてベトナム郵電公社がオーナーとなっている。
ベトナムは衛星からの通信リンクによる経済的な利益を目標にしており、海上の漁師への通信情報の提供や、天気予報や防御セキュリティに利用される。衛星の費用は2億8000万ドルで、重量は約2,700kgである。おおよそ電話・インターネット・データ通信に13000チャンネル分、テレビ150チャンネル分の容量を提供できる。また、より多くのセンサ反応、高い増幅能力を持っている。
基礎となったのはVinasat-1と同じくロッキードマーティン社の衛星バスA2100衛星であるが、搭載のトランスポンダーはKuバンド24台に変更された。

## 註
1. ↑  “VINASAT 2打ち上げに成功、ベトナム2つ目の人工衛星”.   HOTNAM. 2012年6月2日閲覧。